# Amigos Improváveis: Famosos
A temporada famosos de Amigos Improváveis estreou a 1 de março e terminou a 18 de abril de 2020 na SIC, com a narração de Ana Galvão.

## Sinopse
Depois da primeira temporada, em que avós receberam em suas casas jovens com idade para serem seus netos, chega uma nova versão desta experiência social.
Em “Amigos Improváveis - Famosos”, levaremos cada jovem participante a habitar numa casa com uma cara bem conhecida do público e juntos irão conviver e partilhar o dia-a-dia, aprendendo com as suas diferenças e – quem sabe – encontrando semelhanças nas coisas mais importantes da vida.
Vamos seguir de perto os momentos banais diários neste hiato de personalidades, que serão cheios de humor, antagonismo, contrastes, desafios e amizade.
Nesta nova temporada vamos voltar a ver o improvável. Agora, o principal fator de diferenciação entre os participantes é o contexto social e cultural.

## Emissão
| Programa   | Emissão            | Narração   |
| ---------- | ------------------ | ---------- |
| Episódio 1 | Domingo - 22h15    | Ana Galvão |
| Episódio 2 | Sábado - 23h00     | Ana Galvão |
| Diários    | Dias úteis - 19h15 | Ana Galvão |

## Resumo
| Resumo | Resumo  | Episódios | Episódios | Originalmente exibido | Originalmente exibido |
| Resumo | Resumo  | Episódios | Episódios | Estreia da temporada  | Final da temporada    |
| ------ | ------- | --------- | --------- | --------------------- | --------------------- |
|        | EPS     | 2         | 2         | 1 de março de 2020    | 18 de abril de 2020   |
|        | Diários | 31        | 31        | 2 de março de 2020    | 16 de abril de 2020   |

## Episódios
| # | ## | Título       | Exibição original   | Audiências (share) |
| - | -- | ------------ | ------------------- | ------------------ |
| 3 | 1  | "Episódio 1" | 1 de março de 2020  | ASD                |
| 4 | 2  | "Episódio 2" | 18 de abril de 2020 | ASD                |